# 누가복음 1장

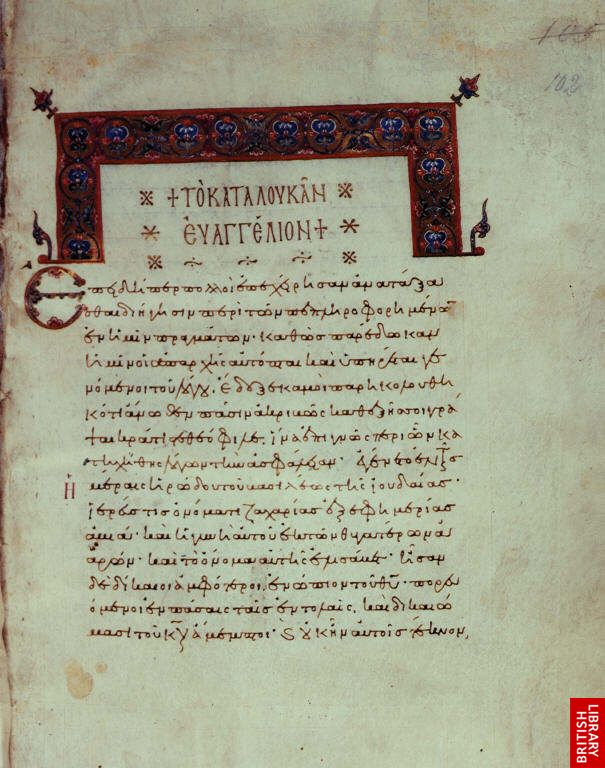
누가복음의 첫 부분 (1장 1-7a절)

누가복음 1장은 기독교 성경의 신약성경 누가복음의 첫 번째 장이다. 80절로 구성된 이 책은 신약성경에서 가장 긴 장 중 하나이다. 이 장에서는 세례 요한의 탄생과 예수님의 탄생까지 이어지는 사건들을 설명한다. 두 개의 찬가, 마리아의 찬가(마니피캇)와 스가랴의 찬가(베네딕투스)가 모두 이 장에 포함되어 있다. 이름이 알려지지 않은 누가복음의 저자는 수령인 데오필로의 이름을 지었다. 그는 실제(그러나 알려지지 않은) 사람일 가능성이 높지만, 데오필로는 그리스어로 하나님을 사랑하는 사람이라는 뜻이므로 이 용어는 단순히 동료 신자를 의미할 수도 있다. 초기 기독교 전통은 누가가 이 복음서와 함께 데오필로에게 같은 방식으로 쓴 누가의 동반 책인 사도행전을 기록했다고 한결같이 확언한다. 많은 성경과 일부 사본에서 발견되는 "누가복음"이라는 제목은 원래 본문의 일부라는 표시 없이 나중에 추가되었다.

## 같이 보기
- 사해 문서